# 城南街道 (日喀则市)
城南街道（藏語：གྲོང་ལྷོ་དོན་གཅོད་，威利转写：grong lho don gcod），是中华人民共和国西藏自治区日喀则市桑珠孜区下辖的一个乡镇级行政单位。

## 行政区划
城南街道下辖以下地区：
曲夏社区、德勒社区、帮佳孔社区、教武场社区和扎西吉才社区。